# Dark Striker
Dark Striker, la légende des 8 dieux dragons (팔용신전설) est un manhwa écrit et dessiné par Park Sung-woo. Publié en français aux éditions SEEBD, il comporte six volumes au total.
Dans un univers médiéval, fantastique, le seigneur des ténèbres a décidé de réveiller le dieu dragon qui lui donnera la puissance nécessaire pour s'emparer du monde. Mais le dieu dragon n'apprécie guère ses intentions, c'est pourquoi il charge l'humain qui détient son âme de partir lui-même en quête des éléments permettant sa résurrection...

## Liste des volumes
La série est entièrement disponible en français chez SEEBD.
- Tome 1, 07/2003

Dans un univers médiéval fantastique, le seigneur des ténèbres a décidé de réveiller le dieu dragon qui lui donnera la puissance nécessaire pour s'emparer du monde. Mais le dieu dragon n'apprécie guère ses intentions, c'est pourquoi il charge l'humain qui détient son âme de partir lui-même en quête des éléments permettant de l'invoquer et le faire revenir sur terre. Les différentes forces en présence prennent place dans ce premier volume car le conflit ne fait que commencer !
- Tome 2, 09/2003

Les adversaires se multiplient pour Jinryon, mais la forme de ce dernier ne cesse d'augmenter grâce au pouvoir de l'âme du dieu-dragon ! Les plans du seigneur des ténèbres sont mis à rude épreuve lorsque les dieux-dragons se réveillent à la suite de ces interventions. Quelle nouvelle mission va-t-il donc confier à son armée infernale ?
- Tome 3, 11/2003

Depuis qu'il sait que se servir de la puissance du dieu-dragon peut le faire basculer vers le mal, Jinryion n'ose plus utiliser ses pouvoirs à leur maximum. Affaibli de la sorte, il finit par être blessé au combat. Heureusement, l'intervention de Lin lui fait comprendre qu'il a la capacité de maîtriser cette colère qui est en lui. Jinryion retrouve donc toute sa force juste à temps, car Julia est bien décidé à prendre sa revanche !
- Tome 4, 01/2004

Grâce à l'aide de Blue, Jinryon réussit finalement à vaincre Julia. Mais les six rois arrivent à leur tour et toute la puissance de notre héros ne sera pas suffisante pour se débarrasser d'eux. Seule solution pour Lin et Jinryon: maîtriser le pouvoir de l'ultra guerrier magique, ultime niveau de puissance qu'un humain peut atteindre.
- Tome 5, 03/2004

Gunryon trahit son camp et, par ses attaques, permet à Jinryon d'obtenir une puissance accrue. Celle-ci ne sera pas de trop car le seigneur des ténèbres vient de se réveiller.
- Tome 6, 05/2004

Le combat final contre le seigneur des ténèbres a commencé ! Mais Jinryon seul ne fait pas le poids malgré la puissance qu'il a accumulée. Les autres guerriers dragons parviendront-ils à rééquilibrer les chances avant qu'il ne soit trop tard ?

## Édition
- Française :

Éditeur : SEEBD, label Tokebi
Nombre de volumes parus : 6 (série terminée)
Date de première parution : juillet 2003
180 pages environ par volume